# Bertil Berg
Bertil Lennart Teodor Berg, född 19 december 1910 i Stockholm, död 25 januari 1989 i Norrköping, var en svensk arkitekt.
Efter studentexamen 1930 studerade Berg på Kungliga tekniska högskolan med examen 1937. Han var anställd på ett flertal firmor från 1935 innan han 1938 startade eget kontor. Han verkade i Norrköping och har där, förutom flera hyreshus, ritat tillbyggnaden till Värmekyrkan vid Holmens bruk.
Berg deltog i det svenska vattenpololaget i de Olympiska sommarspelen 1936.

## Bilder på verk i urval

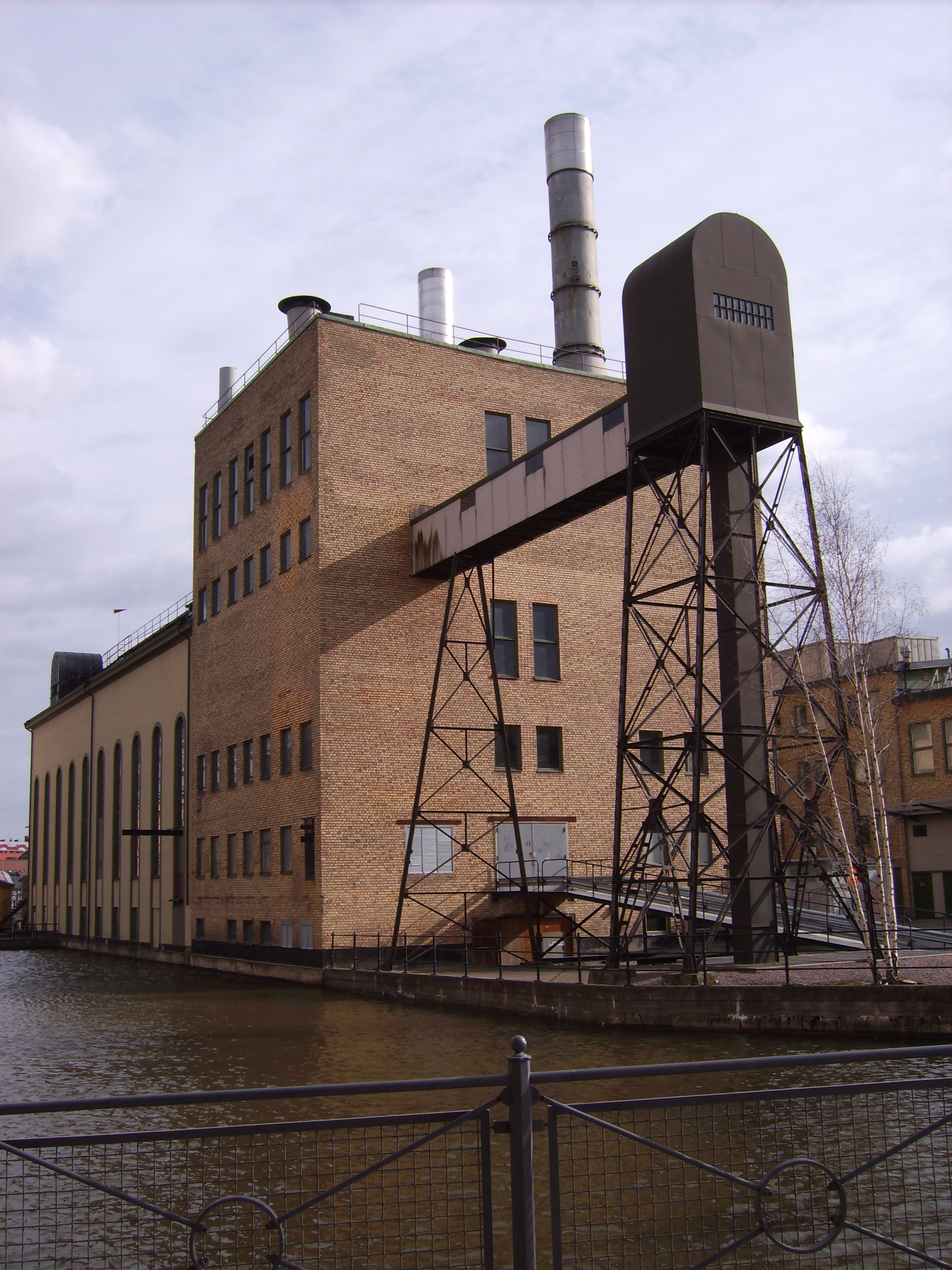
Tillbyggnad vid Värmekyrkan i Norrköping, 1958
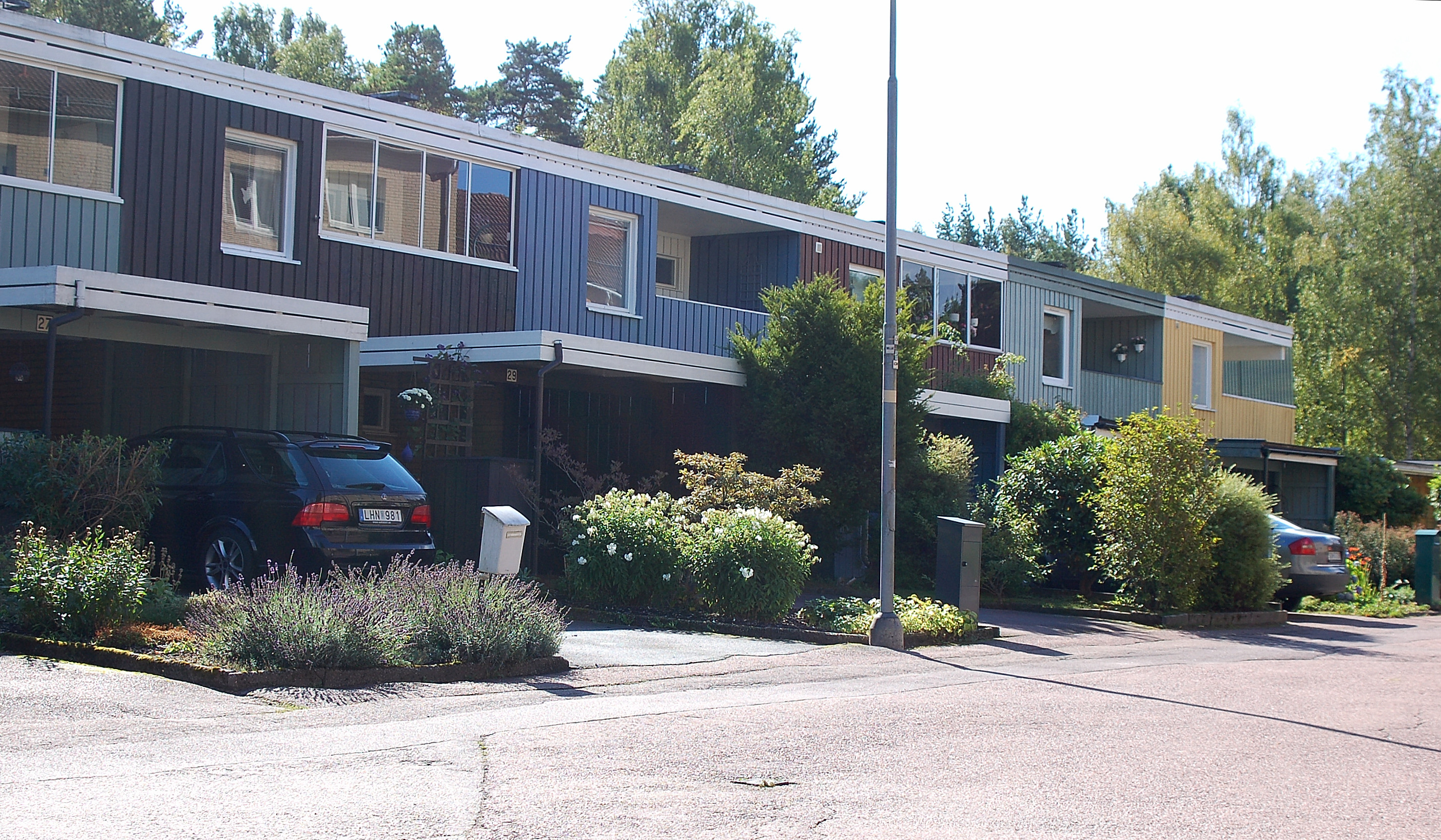
Radhuslänga i Karlstad, 1971